# Boseong
Der Landkreis Boseong (kor.: 보성군, Boseong-gun) befindet sich in der Provinz Jeollanam-do in Südkorea. Der Verwaltungssitz befindet sich in der Stadt Boseong-eup. Der Landkreis hatte eine Fläche von 663 km² und eine Bevölkerung von 41.908 Einwohnern im Jahr 2019. In der Samhan-Ära gehörte Boseong zur Mahan-Konföderation und wurde später unter der Herrschaft der Baekje-Dynastie zum Landkreis Bokhol (伏忽郡). Der Name Boseong wurde ihm während der Herrschaft des Königreich Silla gegeben.
Boseong ist einer der regnerischsten Orte in Südkorea. Es hat ein gemäßigtes Klima. Die durchschnittliche Jahrestemperatur beträgt 12,6 Grad Celsius. Die Durchschnittstemperatur im Januar beträgt −0,5 Grad und die Durchschnittstemperatur im August beträgt 27,8 Grad. Der jährliche Jahresniederschlag beträgt 1450 mm.
Boseong ist bekannt als die Hauptstadt von Grünem Tee in Korea. Das umgebende Klima und der Boden bieten gute Bedingungen für den Anbau eines einzigartigen grünen Tees mit einem ausgeprägten Geschmack und Aroma. Fast ein Drittel des gesamten Ackerlandes wird für den Teeanbau benutzt, und fast die Hälfte der gesamten Grüntee-Produktion in Korea stammt aus der Region.

Lage des Landkreises in Gyeongsangbuk-do

## Söhne und Töchter des Landkreises
- Philip Jaisohn (* 1864/1866–1951), Aktivist